# Центральноамериканский агути
Центральноамериканский агути (лат. Dasyprocta punctata) — вид грызунов рода Агути (Dasyprocta). Содержит 19 подвидов.

## Описание
Центральноамериканский агути на большей площади своего распространения имеет массу 3-4,2 кг. Цвет меха, как правило, красноватый, оранжевый или желтоватый с проседью и вкраплениями чёрного. На севере Колумбии, западе Венесуэлы и прилегающей к Атлантическому океану части Коста-Рики и Панамы передняя часть тела животного коричневатая с черноватой проседью, а также рыжевато-коричневым и оливковым оттенком, задняя часть тела — оранжевая, а зад — чёрный или кремовый. На западе Колумбии и в Эквадоре некоторые особи имеют рыжевато-коричневую переднюю часть, задняя часть тела желтоватая. Агути из разделённой популяции (Перу, Бразилия, Парагвай, Боливия и Аргентина), иногда выделяемые в самостоятельный вид Dasyprocta variegata, имеют коричневую окраску с проседью, желтоватую или чёрную или же чёрную и оранжевую.

## Распространение
Основная область распространения центральноамериканского агути простирается от Чьяпаса и полуострова Юкатан, далее охватывает Центральную Америку до севера-запада Эквадора, Колумбии и крайнего запада Венесуэлы. Крайне разобщённая популяция обнаружена на юго-востоке Перу, крайнем юго-западе Бразилии, Боливии, западе Парагвая и северо-западе Аргентины. Эта популяция рассматривалась в качестве отдельного вида коричневый агути (Dasyprocta variegata), однако необходимо провести обзор географической изменчивости. Центральноамериканский агути был также искусственно поселён на Кубе и Каймановых островах.

## Образ жизни
Подобно другим агути, центральноамериканские агути — дневные животные, живут моногамными парами.

## Питание
Основу рациона составляют фрукты и семена, и центральноамериканские агути являются важными распространителями семян.

## Подвиды
Обычно выделяется 19 подвидов:
- D. p. bellula
- D. p. boliviae
- D. p. callida
- D. p. chiapensis
- D. p. chocoensis
- D. p. columbiana
- D. p. dariensis
- D. p. isthmica
- D. p. nuchalis
- D. p. pallidiventris
- D. p. pandora
- D. p. punctata
- D. p. richmondi
- D. p. underwoodi
- D. p. urucuma
- D. p. variegata
- D. p. yucatanica
- D. p. yungarum
- D. p. zamorae